# Allika (Haapsalu)
Koordinaten: 58° 50′ N, 23° 33′ O
Allika (deutsch Alliko) ist ein Dorf (estnisch küla) in der Stadtgemeinde Haapsalu (bis 2017: Landgemeinde Ridala) im Kreis Lääne in Estland.
Der Ort hat acht Einwohner (Stand 31. Dezember 2011). Westlich des Dorfes liegt die Ostsee-Bucht von Topu (Topu laht).